# Louis Laufray
Louis Alexandre Laufray (Charenton-le-Pont, Vall del Marne, 1 d'octubre de 1881 - Champcueil, Essonne, 4 de febrer de 1970) va ser un nedador i waterpolista francès que va competir a cavall del segle xix i el segle xx.
El 1900 va prendre part en els Jocs Olímpics de París, on va guanyar la medalla de bronze en la competició de waterpolo, tot formant part del Libellule de Paris. En aquests mateixos Jocs disputà la prova dels 4000 metres lliures del programa de natació, en què quedà eliminat en semifinals.